# 亚南极雷雀
亚南极雷雀（学名：Aphrastura subantarctica）是智利迭戈拉米雷斯群岛特有的一种灶鸟科雀类。

## 词源
亚南极雷雀的种加词subantarctica取自拉丁语subantarcticus（亚南极的、接近南极的），意指其分布限于偏远的亚南极麦哲伦高沼地生态区。命名人旨在通过此名鼓励将该物种推举为该片独特环境的保育象征。

## 分类
亚南极雷雀曾被鉴别为广布南美洲温带森林群系的棘尾雷雀于迭戈拉米雷斯群岛的种群，直至2022年的一项研究基于两者间遗传、形态及行为上的差异将其独立成种。

## 分布及栖息地
亚南极雷雀分布在南美洲最南端合恩角以南100公里处的迭戈拉米雷斯群岛，群岛地处大陆架边缘，陆地面积仅79公顷。与依赖林地生境的棘尾雷雀与马萨岛雷雀不同，亚南极雷雀因岛内缺少树木而栖息在扇叶早熟禾主导的丛生草原。